# Laurent Roussey
 (avril 2012).
Si vous disposez d'ouvrages ou d'articles de référence ou si vous connaissez des sites web de qualité traitant du thème abordé ici, merci de compléter l'article en donnant les références utiles à sa vérifiabilité et en les liant à la section « Notes et références ».
Laurent Roussey, né le 27 décembre 1961 à Nîmes, est un footballeur français reconverti entraîneur.

## Biographie

### Carrière de joueur
Formé à l'AS Mazargues, il arrive à 13 ans à l'AS Saint-Étienne, où il devient un phénomène de précocité, foulant une pelouse de première division à 16 ans seulement lors de la saison 1977-1978 avant d'être détrôné par Laurent Paganelli quelques mois plus tard. Il faisait depuis plusieurs mois l'objet d'une sorte d'emballement médiatique, en faisant  la une de plusieurs magazines et fut même invité à la célèbre émission Les Dossiers de l'écran alors qu'il n'avait pas encore débuté avec les professionnels. Il connaît la sélection nationale à 21 ans. Il marque dès son premier match en équipe de France face à la Hongrie et offre la victoire aux Bleus un à zéro. 
Cependant, alors que son avenir semblait prometteur, une douleur récurrente au genou limite ses ambitions sportives et l'empêche de continuer à évoluer au plus haut niveau. Après avoir joué pour l'AS Saint-Étienne de 1977-1983 puis Toulouse, Toulon, Alès, Lausanne et le Red Star, il met un terme à sa carrière à 29 ans et choisit de devenir entraîneur.

### Carrière d'entraîneur
Il succède à Ivan Hasek à la tête de l'équipe stéphanoise pour la saison 2007-2008 : c'est la première fois qu'il entraîne un club de L1, après avoir été deux fois entraîneur adjoint, de Claude Puel au Lille OSC puis d'Ivan Hasek à Saint-Étienne. Au terme de sa première saison en tant qu'entraîneur, Laurent Roussey permet à l'AS Saint-Étienne de décrocher une qualification directe en coupe UEFA, attendue depuis 26 ans et la grande époque des Verts. Il faisait d'ailleurs partie de la dernière génération de joueurs ayant disputé l'UEFA avec Saint-Étienne, en 1982 face aux Bohemians de Prague.
La seconde saison n'aura pas le même éclat : malgré une qualification quasi assurée pour les 16e de finale de la coupe UEFA, il est limogé le 10 novembre 2008 à la suite d'une série de mauvais résultats en Ligue 1 (5 défaites consécutives) qui amènent l'ASSE à la 18e place du classement et sera remplacé par Alain Perrin.
Il entame alors une nouvelle carrière dans les médias, en devenant consultant pour la chaîne Canal+. Malheureusement, à la suite d'une interview pour L'Équipe magazine du 25 avril 2009, il est remercié par son employeur pour un « contrat moral qui n'a pas été respecté », Canal + revendiquant l'exclusivité de ses propos.
Le 25 mai 2012, Laurent Roussey est recruté par le Lausanne-Sports pour la saison 2012-2013. Le 21 octobre 2013 il est réengagé au FC Sion qu'il avait déjà entraîné entre 2011 et 2012. Il est licencié 11 février 2014.
Le 9 décembre 2015, il se voit de nouveau confier les rênes de l'US Créteil-Lusitanos, alors 14e de Ligue 2.
Le 8 juin 2016, il est remplacé par Laurent Fournier au poste d'entraîneur de l'US Créteil-Lusitanos. Sans club depuis juillet 2017, il rejoint une académie en Afrique afin de s'occuper de l'encadrement d'une équipe de moins de 19 ans. Le 7 mai 2019, il remplace Karim Mokeddem au poste d'entraîneur de Lyon Duchère AS pour la saison 2019-2020. Il est limogé après deux défaites le 25 février 2020 (le club était alors septième de National 1, à quatre points du podium).

### Vie privée
Son fils Hugo, né en 1997, est également footballeur. Celui-ci a intégré le centre de formation de l'AS Saint-Étienne à l'âge de 9 ans, alors que son père intégrait le staff technique des Verts. Hugo Roussey est ensuite transféré au MDA Chasselay puis au Louhans-Cuiseaux FC.

## Statistiques

### Parcours d'entraîneur
Laurent Roussey est titulaire du Brevet d’État 2e degré et du DEPF (Diplôme d'entraîneur).
- 1991-1995 : Saint-Pauloise à La Réunion
- 1995-2000 : FC Rouen (mais en 1998, rétrogradation financière en CFA 2)
- 2000-2001 : US Créteil-Lusitanos (remplace Gernot Rohr puis limogé pour conflits internes)
- 2001-2002 : FC Sion (Suisse) (À la fin de la saison, les difficultés financières du club le poussent à partir)
- 2002-2006 : Lille OSC (Entraîneur adjoint de Claude Puel)
- 2006-2007 : AS Saint-Étienne (entraîneur adjoint d'Ivan Hasek)
- 2007-novembre 2008 : AS Saint-Étienne (limogé pour conflits internes et mauvais résultats)
- Février 2011-avril 2012 : FC Sion
- 2012-oct. 2013 : FC Lausanne-Sport
- oct. 2013-fév. 2014 : FC Sion
- déc. 2015-2016 : US Créteil-Lusitanos
- 2019-2020 : Lyon Duchère AS

### Liste des matches internationaux
| Buts internationaux de Laurent Roussey | Buts internationaux de Laurent Roussey | Buts internationaux de Laurent Roussey  | Buts internationaux de Laurent Roussey | Buts internationaux de Laurent Roussey | Buts internationaux de Laurent Roussey | Buts internationaux de Laurent Roussey                            | Buts internationaux de Laurent Roussey |
|                                        | Date                                   | Lieu                                    | Adversaire                             | Résultat                               | Compétition                            | Notes                                                             |                                        |
| -------------------------------------- | -------------------------------------- | --------------------------------------- | -------------------------------------- | -------------------------------------- | -------------------------------------- | ----------------------------------------------------------------- | -------------------------------------- |
| 1.                                     | 6 octobre 1982                         | Parc des Princes, Paris, France         | Hongrie                                | 1 - 0                                  | Match amcial                           | Titulaire et remplacé par Gérard Janvion à la 85e minute de jeu.  |                                        |
| 2.                                     | 10 novembre 1982                       | Stade de Feyenoord, Rotterdam, Pays-Bas | Pays-Bas                               | 2 - 1                                  | Match amical                           | Titulaire et remplacé par Yannick Stopyra à la 57e minute de jeu. |                                        |

## Palmarès Joueur

### En club
- Champion de France en 1981 avec l'AS Saint-Étienne
- Vice-champion de France en 1982 avec l'AS Saint-Étienne
- Finaliste de la Coupe de France en 1981 et en 1982 avec l'AS Saint-Étienne
- Vainqueur du Tournoi de Toulouse en 1980 avec l'AS Saint-Étienne

### EnÉquipe de France
- 2 sélections et 1 but en 1982

### Distinctions individuelles
- Vainqueur du Concours du Plus Jeune Footballeur en 1975
- Vainqueur du Concours du Jeune Footballeur en 1976

## Palmarès Entraîneur
- Vainqueur de la Coupe de Suisse en 2011 avec le FC Sion